# Згортання білків

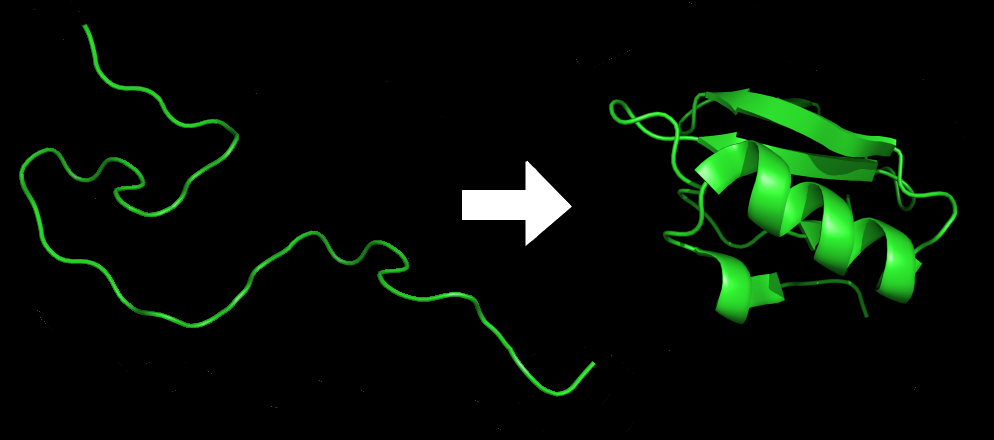
Білок до та після згортання.

Згортання білків (інколи фолдинг, від англ. Protein folding) — фізичний процес, у якому поліпептидна молекула згортається в характерну для даного білка тривимірну структуру, в якій білок стає біологічно функціональним.
Кожний білок синтезується з амінокислот як лінійний поліпептид в процесі трансляції послідовності мРНК в лінійну послідовність амінокислот в рибосомах клітин. Цей поліпептид не має ніякої тривимірної структури. Однак кожна амінокислота в ланцюгу має певні характерні для неї хімічні властивості, такі як, наприклад, гідрофобність та електричний заряд. Завдяки цим властивостям амінокислоти взаємодіють одна з одною певним чином, утворюючи чітко визначену для даного білку тривимірну форму — згорнутий білок або білок у нативному стані. Кінцева тривимірна структура повністю визначається (окрім спеціальних випадків) його амінокислотною послідовністю.
Для стабілізації третинної структури багато білків в клітині піддаються посттрансляційній модифікації. Вельми часто зустрічаються дисульфідні містки між просторово близькими ділянками поліпептидного ланцюга.
Для багатьох білків правильна тривимірна структура необхідна для функціонування. Неправильна структура прирводить до утворення неактивних білків, які часто блокують роботу своїх потенційних партнерів, порушуючи роботу всієї клітини. В окремих випадках неправильна структура може навіть передаватися іншим білкам, як це трапляється з пріонами. Кілька нейродегенеративних хвороб, як вважається, виникають через накопичення неправильно згорнутих білків. Накопичення неправильно згорнутих білків у цитозолі призводить до запуску сигнального шляху, що називається відповідь на тепловий шок. Він призводить до збільшення експресії білків-шаперонів, які допомагають надати незгорнутим поліпептидам правильної конформації. У випадку стресу ендоплазматичного ретикулуму, тобто коли спостерігається висока концентрація неправильно згорнутих білків у цій органелі, в клітині запускається так звана відповідь на незгорнуті білки (англ. unfolded protein response). Її завданням є збільшення кількості шаперонів ендоплазматичного ретикулуму, білків, що беруть участь у ретротранслокації поліпептидів у цитозоль, де вони підлягають деградації, та інших білків, що сприяють збільшенню здатності ендоплазматичного ретикулуму здійснювати фолдинг.

## Обчислення
Експериментальне визначення тривимірної структури білків часто є дуже складним та затратним, проте дані про послідовність білка часто вже існують. У результаті дослідники намагаються використовувати обчислювальні методи для симуляції процесу згортання білка і передбачити таким чином структуру його нативного стану. Цей напрямок досліджень зараз став одним з найважливіших в обчислювальній хімії та біології.
В листопаді 2020 року група дослідників проєкту DeepMind повідомила, що їм вдалось досягти значних успіхів у розв'язанні цієї задачі методами штучного інтелекту та глибокого навчання.

## Перспективні технології
Технології, пов’язані зі згортанням білків, розвиваються безпрецедентними темпами, і їх важливість важко переоцінити. Розуміння механізмів згортання білків і здатність передбачати та контролювати їх може принести значні переваги, від розробки нових терапевтичних засобів до розробки надійних біосинтетичних систем. (Див. також Системна біологія, Біокібернетика, Біоінформатика, Синтетична біологія, Синтетична геноміка).

### Глибоке навчання та штучний інтелект
Сучасні методи штучного інтелекту, зокрема алгоритми глибокого навчання, були успішно застосовані до проблеми згортання білка. Ключовим прикладом є AlphaFold, розроблений DeepMind, який зробив прорив у прогнозуванні згортання білка за допомогою нейронних мереж. Ці алгоритми машинного навчання та обчислювальна потужність досягають прогресу, що ще більше підвищить точність і швидкість прогнозів. За допомогою штучного інтелекту AlphaFold від DeepMind на кінець 2022 року вдалось розшифрувати структуру 214 мільйонів білків. Це значний крок в розумінні фолдингу білку і він відкриває великі можливості для синтезу нових ліків.

### Квантові обчислення
Складність згортання білків вимагає величезної обчислювальної потужності для моделювання. Квантові обчислення з їх потенціалом для обробки складних обчислень зі швидкістю, що перевищує можливості класичних комп’ютерів. Розвиток квантової біології обумовлений тим, що квантові ефекти, ймовірно, можуть відігравати роль у біологічних процесах, таких як фотосинтез і міграція птахів. Якщо можна продемонструвати, що згортання білків має квантові аспекти, квантові обчислення можуть виявитися навіть більш цінними.

### Нанотехнології
Нанотехнологія з її здатністю маніпулювати та аналізувати матерію в атомному масштабі (1-100 нм) пропонує багатообіцяючі застосування для згортання білка. Новітні методи, такі як атомно-силова мікроскопія та одномолекулярний FRET (Резонансна передача енергії Ферстера, single-molecule FRET), забезпечують детальне уявлення про процес згортання з безпрецедентним рівнем точності.

### Синхротронне випромінювання та лазери на вільних електронах
Методи структурної біології з високою роздільною здатністю, такі як рентгенівська кристалографія та кріоелектронна мікроскопія, були вирішальними у вивченні білків. Застосування синхротронного випромінювання та лазерів на вільних електронах дозволяє досліджувати надшвидкісні процеси та фіксувати динаміку згортання білків у реальному часі.

### Біодрук
Технологія 3D-біодруку, яка передбачає створення складних біологічних структур, таких як білки, за допомогою протеїнових чорнил і методів пошаровому друку, може бути оптимізована новими відкриттями в дослідженні згортання білків і проектування білків зі специфічними функціями. (Див. також Молекулярна інженерія, Тканинна інженерія, Друк органів)
Ці технології в поєднанні з постійними дослідженнями та розробками обіцяють значні успіхи в нашому розумінні та застосуванні згортання білка.

## Додаткова література

### Книги
- Advances in Protein Chemistry and Structural Biology (Elsevier)

### Журнали
- Proteins: Structure, Function and Bioinformatics (Wiley)
- Protein Science (Wiley)
- Protein Engineering, Design and Selection (Oxford University Press)
- Nature Structural & Molecular Biology (Nature Publishing Group)

### Статті
- Pal Soumen; Bhattacharya Manojit; Lee Sang-Soo; Chakraborty Chiranjib (27 травня 2023). Quantum Computing in the Next-Generation Computational Biology Landscape: From Protein Folding to Molecular Dynamics. Molecular Biotechnology (Springer) (англ.). doi:10.1007/s12033-023-00765-4.